# Haploeax bituberosa
Haploeax bituberosa är en skalbaggsart som beskrevs av Stefan von Breuning 1939. Haploeax bituberosa ingår i släktet Haploeax och familjen långhorningar.
Artens utbredningsområde är Gabon. Inga underarter finns listade i Catalogue of Life.